# Igreja de Cristo (Lote do Templo)

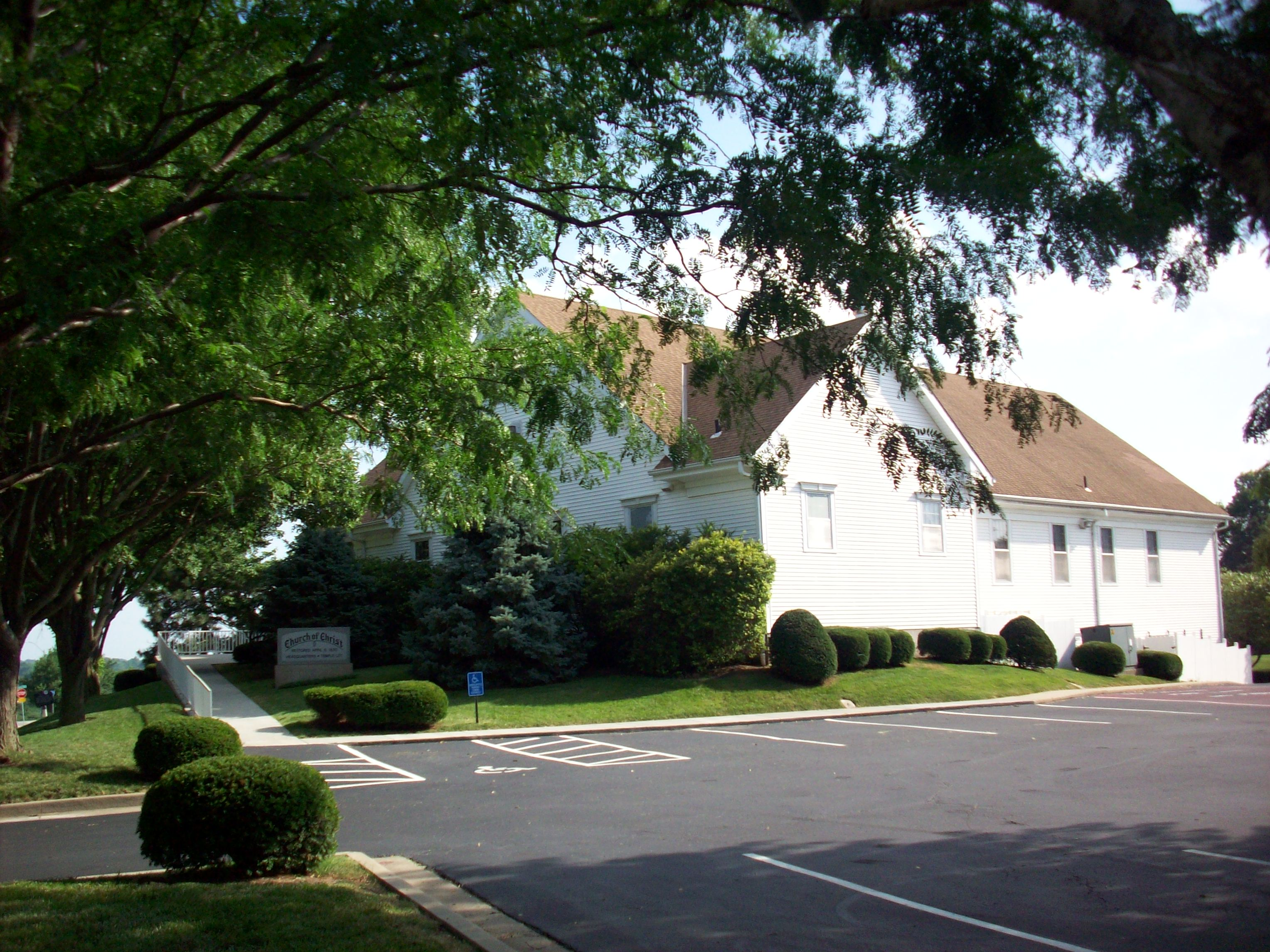
Sede da Igreja de Cristo do Lote do Templo

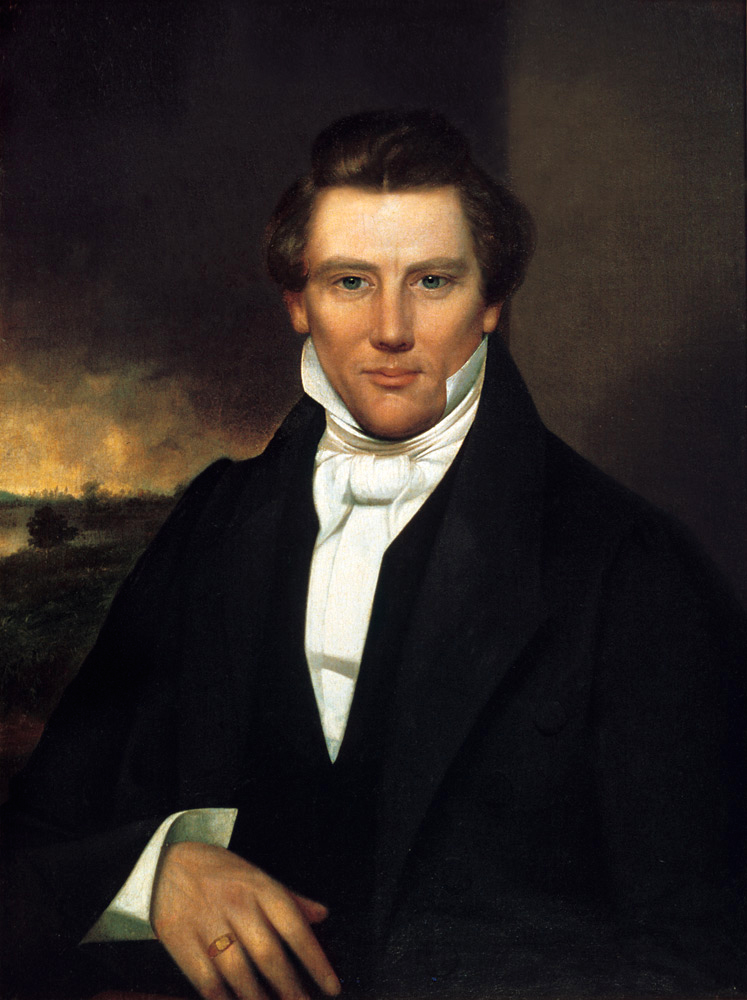
Joseph Smith, fundador do Movimento dos Santos dos Últimos Dias

A Igreja de Cristo (Lote do Templo) é uma denominação do movimento dos Santos dos Últimos Dias, iniciado com Joseph Smith cuja sede fica em Independence , Missouri no que é conhecido como o Lote do Templo. Os membros da igreja têm sido conhecidos informalmente como "Hedrickites", depois que Granville Hedrick foi ordenado como o primeiro líder da igreja em julho de 1863. Ao contrário da Igreja de Jesus Cristo dos Santos dos Últimos Dias e da Comunidade de Cristo , a igreja do Lote do Templo rejeita o cargo de profeta ou presidente , a igreja é  liderada pelo Quórum dos Doze Apóstolos, em seu lugar.  Ela também rejeita as doutrinas do batismo para os mortos e Casamento Eterno promulgada pela igreja mórmon em Utah, bem como a Doutrina e Convênios e Pérola de Grande Valor . A igreja do Lote do Templo não tem nenhum contato com as demais igrejas da restauração, além de breves diálogos.  Sua reivindicação mais notável para a fama hoje descansa em sua propriedade exclusiva do Lote do Templo, que ele ocupou por quase 150 anos. Sua participação atual (2013) em membros é de 7310, com membros em 11 ou 12 países.
A Igreja do Lote do Templo afirma que o maior grupo, que se denomina de A Igreja de Jesus Cristo dos Santos dos Últimos Dias se afastou da verdade da Restauração, e que são os verdadeiros possuidores das chaves do sacerdócio dadas a Joseph Smith, e alegam ainda que a prova de serem a verdadeira igreja restaurada é o fato de possuírem o terreno aonde deveria ser construído o primeiro templo da restauração, mas que por conta da crise de sucessão nunca chegou a ser construído, deriva dai o seu nome Lote do Templo.

## História da igreja

### Origens

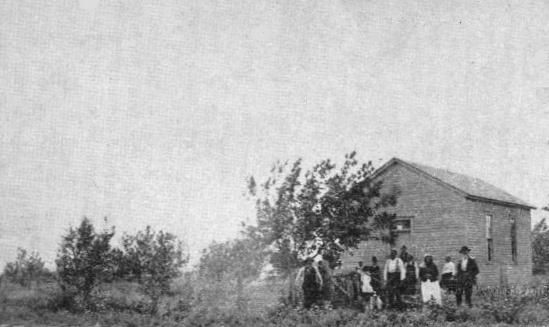
Primeira Capela construída no Lote do Templo

A história da Igreja de Cristo do Lote do Templo começa com a visão de Joseph Smith e a visão que ele teve de Deus Pai e Jesus Cristo, que falaram para ele que todas as demais igrejas estavam erradas e que iriam restaurar através dele a verdadeira igreja. No início o movimento era unificado, mas após o assassinato do fundador do movimento, Joseph Smith, Jr. em 27 de junho de 1844, vários líderes disputavam o controle e estabeleceu-se organizações rivais. 
Por volta de 1860, os cinco primeiros ramos mórmons viram-se sem qualquer vínculo com qualquer grupo maior, seja com o grupo de Brigham Young, seja com o grupo de Joseph Smith III. Situado em Bloomington , Illinois ; Crow Creek, Illinois ; Half Moon Prairie , Illinois ; Eagle Creek, Illinois , e Vermillion , Indiana , esses ramos se uniram sob a liderança de Granville Hedrick . maio 1863 Em 18 julho de 1863 Hedrick foi ordenado como "Presidente, Profeta, Vidente e Revelador ".
No início em 1863, Hedrick manteve o nome de "A Igreja de Jesus Cristo dos Santos dos Últimos Dias" para a sua organização, o que reflete a sua insistência de que era uma continuação da igreja de Joseph Smith. Isso foi logo encurtado para "Igreja de Cristo", mas como esse nome também já era usado por outro ramo do movimento ele acrescentou o epíteto Lote do Templo, devido ao fato de possuírem o terreno aonde seria construído o primeiro templo da Restauração.

### O Lote do Templo
A igreja ocupa atualmente uma propriedade em Independence , Missouri conhecido como o lote do Templo, considerado pelos Santos dos Últimos Dias de todos os ramos o local designado por Smith para o templo da Nova Jerusalém, que seria construido para preparar a segunda volta de Cristo. Os Hedrickites( nome popular dos seguidores desse ramo) voltaram a Independence em 1867 para comprar os lotes para este templo em nome da "Igreja de Cristo" e estão sediados lá desde então.
Na década de 1930, a igreja do Lote do Templo escavou o sítio em uma tentativa de construir um templo, mas seus esforços foram paralisados por causa da Grande Depressão e disputas internas, e a escavação foi preenchida em 1946. O lote passou por um re-paisagismo, e é hoje ocupado apenas pela sede da igreja e algumas árvores em seu canto nordeste.

## Doutrinas

### Liderança da Igreja
Embora aceitem Joseph Smith como sendo um profeta, eles não aceitam necessariamente tudo que ele ensinou como sendo verdade. Atualmente a Igreja do Lote do Templo não aceita o cargo de profeta presidente, ao invés disso ela é governada pelo quórum dos 12 apóstolos, com todos os membros desse quórum sendo considerados iguais em precedência e autoridade. Os membros dessa igreja acreditam que Smith errou ao assumir o cargo de presidente, pois consideram que tal cargo não está na Bíblia e nem no Livro de Mórmon, as duas escrituras aceitas pela igreja. Embora Granville Hedrick tenha ordenado para ser presidente de sua igreja em 1863, mais tarde ele repudiou esta ordenação, ele referiu-se a Smith como um "profeta caído". 

### Autoridade sacerdotal
A Igreja de Cristo do Lote do Templo aceitam a autoridade sacerdotal a partir da visão de Joseph Smith e da ordenação em 5 de maio de 1829, quando um mensageiro veio até Joseph Smith e Oliver Cowdery, ordenando-os ao "Sacerdócio de Arão". O mensageiro é identificado com João Batista, que disse ter vindo em nome dos Apóstolos Pedro, Tiago e João. Após essa suposta ordenação Smith batizou Cowdery, e este batizou Smith. Smith diz ainda que mais tarde Jesus lhe ordenou no "Sacerdócio de Melquisedeque, através de Pedro, Tiago e João.

### A Igreja Verdadeira
A Igreja de Cristo do Lote do Templo alega ser a única igreja verdadeira no mundo moderno, e que todas as demais igrejas são "uma abominação aos olhos do Senhor". Conforme publicado no site oficial da igreja "Não há nenhuma outra autoridade para representar o Reino de Deus na Terra nos tempos modernos, nem se tivesse havido nas igrejas de 1.260 anos antes de 1830". crença esta similar ao que pregam as Testemunhas de Jeová, Adventistas, Católicos romanos, entre outras seitas e igrejas exclusivistas.

### Escrituras
A Igreja de Cristo do Lote do Templo adota apenas o Livro de Mórmon e a Bíblia King James  como escrituras sagradas, rejeitando Doutrinas e Convênios, Pérola de Grande Valor e a versão Inspirada da Bíblia versão de Joseph Smith. Aceitam o Livro dos Mandamentos como um compêndio de revelações de Joseph Smith, mas não lhe atribui o mesmo valor que a Bíblia e o Livro de Mórmon. A Igreja do Lote do Templo publica sua própria versão do Livro de Mórmon, diferente nas separações dos versículos comparada com a versão usada pela igreja SUD.

### Outras Diferenças
A Igreja do lote do Templo não aceita o batismo pelos mortos, nem tampouco o casamento eterno e a progressão eterna, bem como a doutrina Adão-Deus. Somente aceitam doutrinas que estejam claramente referendadas pela Bíblia e pelo Livro de Mórmon.

### Templos
A Igreja do Lote do Templo acredita que um templo será construído no terreno que foi originalmente separado para este fim, mas que será o próprio Jesus que irá construí-lo ao regressar e lá será o centro de sua pregação e a sede da Nova Jerusalém. Os templos construídos pelas demais igrejas da restauração não são aceitos como legítimos.